# Xanthorhoe abstersata
Xanthorhoe abstersata är en fjärilsart som beskrevs av Herrich-Schäffer 1839. Xanthorhoe abstersata ingår i släktet Xanthorhoe och familjen mätare. Inga underarter finns listade i Catalogue of Life.